# 警務總監
警務總監（英語：inspector-general of police）是多個國家警務部門的高級警務人員。該警銜通常指警務部門內大區指揮部的負責人，在許多國家指全國最高警務人員。

## 現存警務總監

### 孟加拉
在孟加拉，警務總監領導孟加拉警察。

### 加納
在加納，警務總監領導加納警務處。

### 肯尼亞
在肯尼亞，警務總監是最高級警務人員，領導肯尼亞國家警務處。

### 馬拉維
在馬拉維，警務總監領導馬拉維警察隊。該職位由馬拉維總統委任。

### 馬來西亞
在馬來西亞，警務總監領導皇家馬來西亞警察。

### 尼泊爾
在尼泊爾，警務總監是尼泊爾警察及武裝警察隊的最高警銜。

### 尼日利亞
在尼日利亞，警務總監領導尼日利亞警察隊。

### 巴基斯坦
在巴基斯坦，各省警務總監領導各省警察隊。

### 塞拉利昂
在塞拉利昂，警務總監領導塞拉利昂警察。該國警察部隊是非洲歷史上最悠久且持續運作的警察部門之一。警務總監由副警務總監及數名助理警務總監協助。

### 斯里蘭卡
在斯里蘭卡，警務總監領導斯里蘭卡警察。

### 坦桑尼亞
在坦桑尼亞，警務總監是坦桑尼亞警察隊的最高警銜。

### 烏干達
在烏干達，警務總監是烏干達警察隊的最高警銜。自2001年以來，這一職位一直由烏幹達人民國防軍的一位二星少將擔任。

## 已廢止

### 北愛爾蘭
在北愛爾蘭，前皇家阿爾斯特警察（現已由北愛爾蘭警務處取代）的首席警務人員稱為警務總監。1970年該職位更名為首席警員。

### 英屬印度
英屬印度時期，英國國會曾為印度頒布《1861年印度議局法令》。該法令設立了一支新的警察隊伍，稱為高級警務處（Superior Police Services），後被稱為印度帝國警察。最高警銜為警務總監。

### 巴勒斯坦託管地
在巴勒斯坦託管地，警務總監領導巴勒斯坦警察隊。託管地末任警務總監為尼科爾·格雷（Nicol Gray）。